# 巴丁頓峰
巴丁頓峰（英語：Buddington Peak），是南極洲的山峰，位於南設得蘭群島的喬治王島西南部，處於科林斯灣和馬里安灣之間，在1960年由英國南極名稱諮詢委員會命名，現時由南極條約體系管理。